# Cassida pseudomurraea
Cassida pseudomurraea es un coleóptero de la familia Chrysomelidae.
Fue descrita científicamente en 1978 por Gruev.